# Pterobryopsis subcrassiuscula
Pterobryopsis subcrassiuscula är en bladmossart som beskrevs av Brotherus och Jean Édouard Gabriel Narcisse Paris 1908. Pterobryopsis subcrassiuscula ingår i släktet Pterobryopsis och familjen Pterobryaceae. Inga underarter finns listade i Catalogue of Life.